# CET
CET (tiếng Anh: College English Test, tiếng Trung: 全国大学英语四、六级考试. Kỳ thi tiếng Anh đại học toàn quốc 4, 6 cấp) là kỳ thi ngoại ngữ tiếng Anh của Trung Quốc dành cho sinh viên đại học và sau đại học. Kỳ thi đã được triển khai từ năm 1986 và tới nay có trên 18 triệu thí sinh tham gia hàng năm. Kỳ thi gồm 2 hệ là CET4 (4 cấp độ) và CET (6 cấp độ).

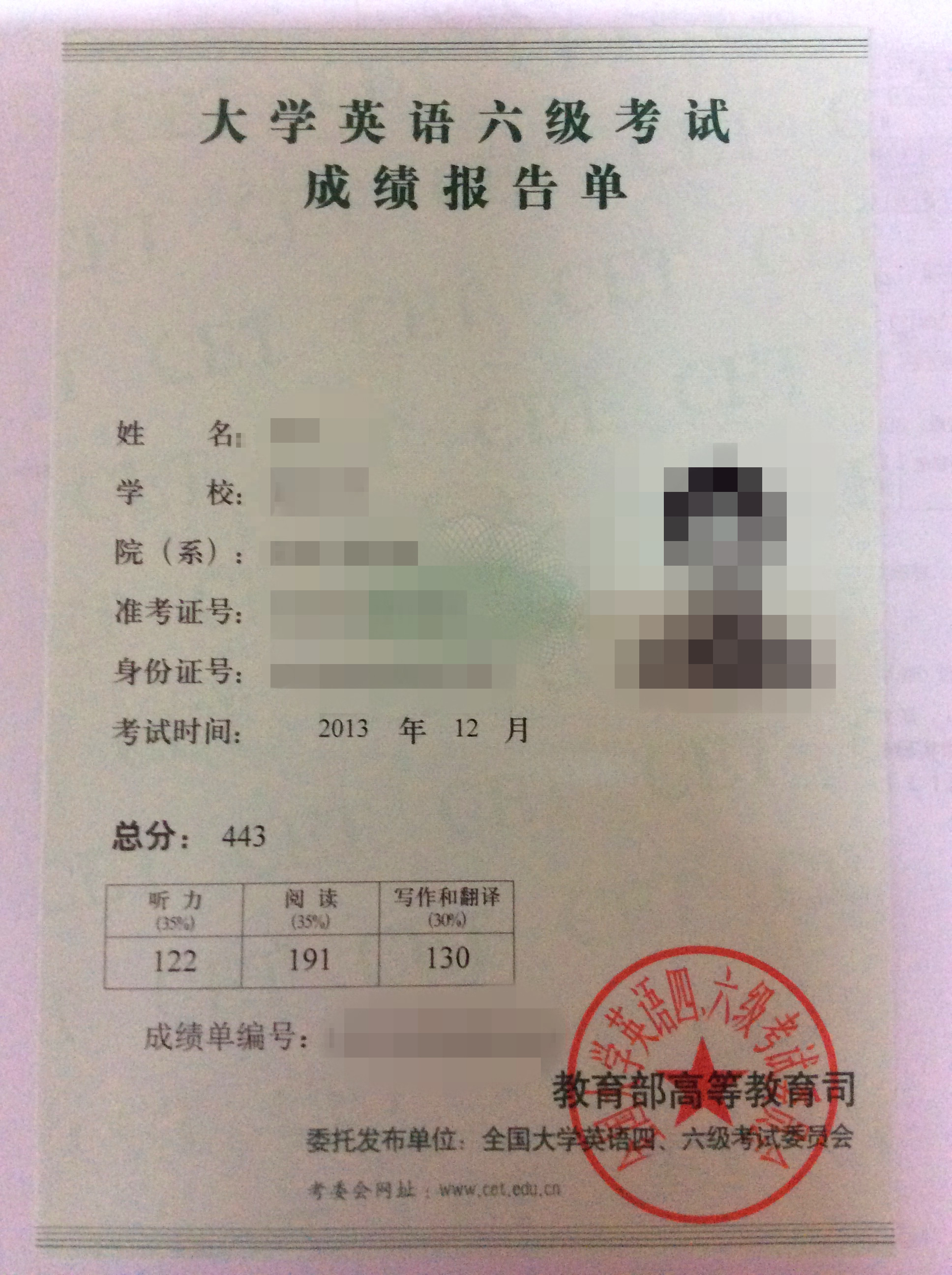
CET-6 Score Report for non-English-Major students

## Lịch sử
Năm 1986 kỳ thi 4 cấp độ đầu tiên được tổ chức thử nghiệm thực hiện.
Năm 1987 bắt đầu tổ chức kỳ thi 1 năm 2 lần vào tháng 6 và tháng 12.
Năm 1989 tổ chức thêm kỳ thi 6 cấp độ.